# Diêm Nguyên
Diêm Nguyên (chữ Hán giản thể: 盐源县, Hán Việt: Diêm Nguyên huyện) là một huyện thuộc Châu tự trị dân tộc Di Lương Sơn, tỉnh Tứ Xuyên, Cộng hòa Nhân dân Trung Hoa. Huyện này có diện tích 8388 km2, dân số năm 2004 là 330.000 người. Huyện Diêm Nguyên được chia thành các đơn vị hành chính gồm 8 trấn, 25 hương và 1 hương dân tộc.
- Trấn Diêm Tỉnh, Bình Xuyên, Vệ Thành, Mai Vũ, Hoàng Thảo, Bạch Ô, Lô Cô Hồ.
- Hương: Song Hà, Can Hải, Hạ Hải, Miên Ái, Bác Đại, Đào Tử, Tiền Sở, Ba Chiết, A Tát, Hữu Sở, Trường Bách, Oa Lý, Ốc Để, Kim Hà, Cái Tô, Đại Hà, Diêm Đường, Điền Loan, Đằng Kiều, Đại Thảo, Cam Đường, Mã Lộc, Đức Thạch, Vu Mộc, Mai Tử Bình.
- Hương dân tộc Mông Cổ Đại Pha.